# Qiu Zheng
Qiu Zheng (2000) es una deportista china que compite en gimnasia en la modalidad de trampolín. Ganó una medalla de plata en el Campeonato Mundial de Gimnasia en Trampolín de 2023, en la prueba sincronizada.

## Palmarés internacional
| Campeonato Mundial | Campeonato Mundial       | Campeonato Mundial | Campeonato Mundial |
| Año                | Lugar                    | Medalla            | Prueba             |
| ------------------ | ------------------------ | ------------------ | ------------------ |
| 2023               | Birmingham (Reino Unido) | Medalla de plata   | Sincronizado       |